# Công (đơn vị đo)
Bài này nói về đơn vị đo diện tích của Việt Nam. Xem các nghĩa khác của công.
Công hay Công đất là một đơn vị đo diện tích ruộng đất, thường dùng ở miền Tây Nam bộ Việt Nam, bằng 1000 m2 (1/10 ha)